# Aidemona azteca
Aidemona azteca är en insektsart som först beskrevs av Henri Saussure 1861.  Aidemona azteca ingår i släktet Aidemona och familjen gräshoppor. Inga underarter finns listade i Catalogue of Life.